# Slag bij Perryville
De Slag bij Perryville vond plaats op 8 oktober 1862 in Boyle County Kentucky tijdens de Amerikaanse Burgeroorlog. Deze slag is ook bekend als de Slag bij Chaplin Hills en werd uitgevochten in de Chaplin Hills ten westen van Perryville. Het was het hoogtepunt en eindpunt van de Kentuckyveldtocht. De Zuidelijke generaal Braxton Bragg behaalde een tactische overwinning op een korps van generaal-majoor Don Carlos Buells Army of the Ohio. De slag werd uiteindelijk een Noordelijke strategische overwinning. Bragg trok zich kort na de slag terug uit Kentucky en Tennessee. Hierdoor bleef Kentucky voor de rest van de oorlog in Noordelijke handen.
Buell achtervolgde het leger van Bragg. Op 7 oktober concentreerde Buell zijn leger (bestaande uit drie colonnes) bij het kruispunt van Perryville. De Zuidelijke cavalerie en de Noordelijken vochten een schermutseling uit bij Springfield Pike. Toen de Zuidelijke infanterie op het slagveld arriveerde werden de gevechten uitgebreid naar Peters Hill. Beide legers waren op zoek naar drinkbaar water. De volgende dag laaide de strijd opnieuw op rond Peters Hill toen een Noordelijke divisie de heuvel opmarcheerde en halt hield net voor de Zuidelijke slaglinie. Kort na de middag vielen de Zuidelijken de vijandelijke linkerflank aan waar het I Corps van generaal-majoor Alexander M. McCook opgesteld stond. De Noordelijken moesten terrein prijsgeven. Toen er steeds meer Zuidelijke eenheden deelnamen aan de aanval hielden de Noordelijken koppig stand, voerden tegenaanvallen uit maar moesten uiteindelijk opnieuw terrein prijsgeven.
Buell bevond zich op dit moment enkele kilometers achter de slaglinie. Hij werd niet tijdig op de hoogte gebracht van de strijd en stuurde maar in de late namiddag versterkingen. De Noordelijken hadden hun linkerflank versterkt met twee brigades en slaagden erin om hun linie te stabiliseren. De Zuidelijke aanval verloor aan kracht. Drie Zuidelijke regimenten openden een aanval op de Noordelijke stellingen bij Springfield Pike maar hun aanval werd afgeslagen. Ze trokken zich terug naar Perryville. De Noordelijken achtervolgden ze en in de straten van de stad vonden er schermutselingen plaats. Op dit moment bedreigden Noordelijke versterkingen de Zuidelijke linkerflank. Bragg, met een tekort aan soldaten en materiaal, trok zich ’s nachts terug via de Cumberland Gap naar Tennessee.
Deze slag was de bloedigste en de grootste in Kentucky.

## Kentuckyveldtocht van 1862

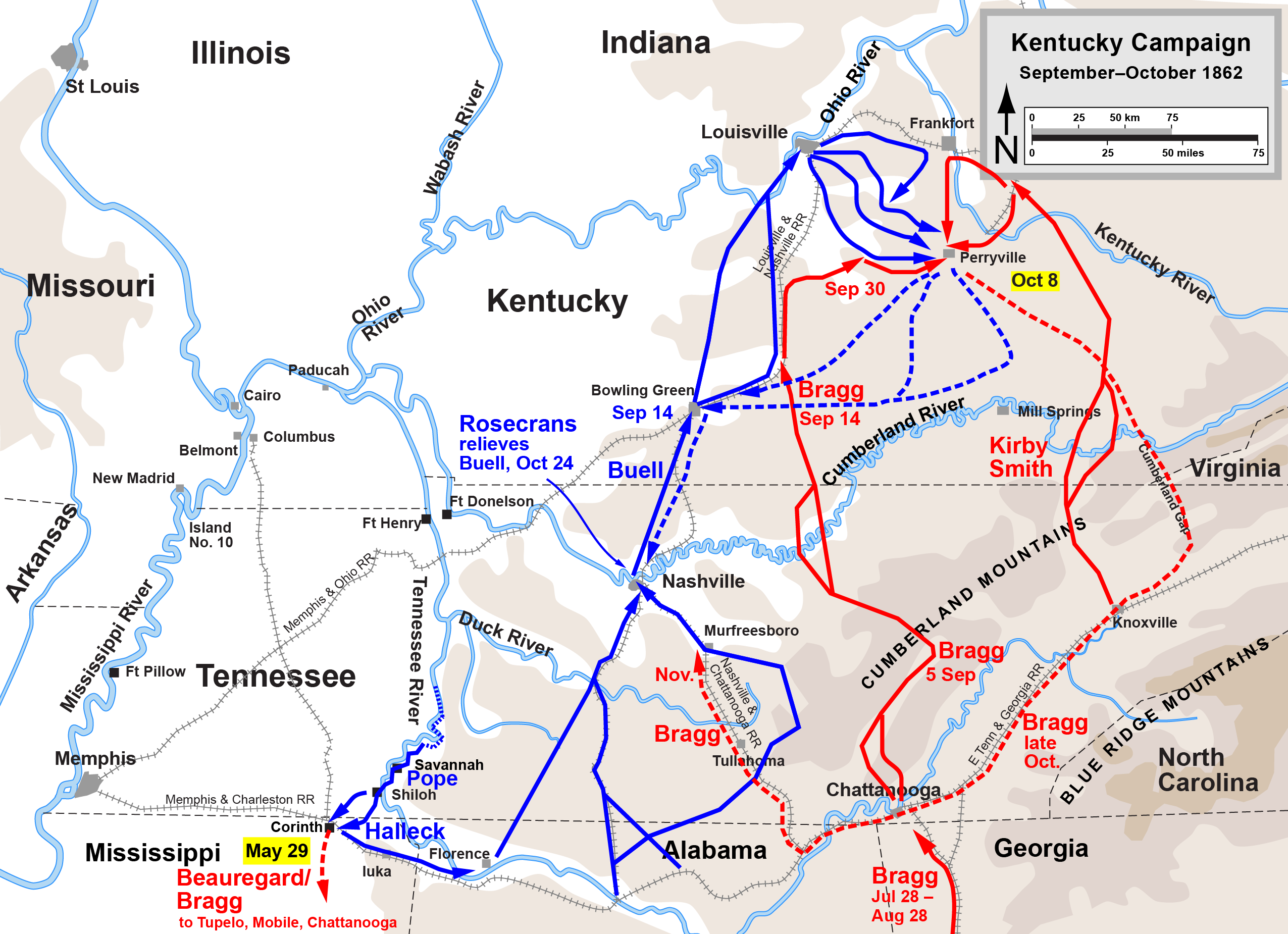
Veldtochen in het westelijk deel van Amerika vanaf het Beleg van Corinth tot de Kentuckyveldtocht

Gesitueerd tussen de zuidelijke staten Tennessee en Virginia en de noordelijke staten Illinois en Indiana werd Kentucky opgeëist door beide partijen voor zijn centrale ligging en de controle van de vele rivieren. In september 1861 schreef Abraham Lincoln, geboren in Kentucky, in een brief: "Als we Kentucky verliezen, verliezen we de oorlog."
De verschillende standpunten in Kentucky zelf resulteerde in een volledige neutraliteit. Deze werd voor het eerst geschonden op 3 september 1861 toen generaal-majoor Leonidas Polk Columbus, Kentucky bezette om de Mississippi te controleren. Twee dagen later nam brigadegeneraal Ulysses S. Grant Paducah in. Van dan af bestond de neutraliteit voor geen van beide partijen. Hoewel de staat zich nooit afscheurde van het Noorden, richtten de Zuidelijken toch een tijdelijke hoofdstad in Bowling Green in november 1861. De Zuidelijken namen Kentucky op in hun confederatie en voegden in hun vlag een ster toe.
De plannen om de rest van Kentucky binnen te vallen kwamen voornamelijk van generaal-majoor Edmund Kirby Smith die bevelhebber was van het Departement of East Tennessee. Via deze veldtocht wilde hij de broodnodige voorraden veroveren en nieuwe rekruten aanwerven. Ook wilde hij Noordelijke eenheden uit Tennessee krijgen en Kentucky opeisen voor het Zuiden. Na de succesvolle raid van kolonel John Hunt Morgan in juli 1862, die diep in vijandelijk grondgebied was doorgedrongen, en het enthousiasme voor het Zuiden van de plaatselijke bevolking was Kirby Smith ervan overtuigd, dat Kentucky klaar was om opgenomen te worden in de Confederatie.
Bragg sloot zich op vraag van Kirby Smith aan bij hem. Bragg had verschillende opties. Hij kon Corinth heroveren of hij kon optrekken tegen Buells leger in Tennessee. Hij liet zijn 30.000 man sterk leger oprukken via Tupelo, Mississippi en Mobile, Alabama naar Chattanooga, Tennessee. De cavalerie, artillerie en voorraadwagens volgden op eigen tempo. Hoewel Bragg een hoog geplaatste generaal was in het westen had president Jefferson Davis Kirby Smith een onafhankelijk commando gegeven in oostelijk Tennessee. Dit zou tijdens de veldtocht voor de nodige problemen zorgen.
Op 31 juli 1862 ontmoetten Kirby Smith en Bragg elkaar in Chattanooga om een aanvalsplan op te stellen. Het pas opgerichte Army of Kentucky, waaronder twee van Braggs brigades en 21.000 man sterk, zou onder Kirby Smiths commando naar Kentucky optrekken en de Noordelijken verdrijven van de Cumberland Gap. Daarna zou Kirby Smith opnieuw aansluiting zoeken met Bragg om samen de achterhoede van Buell aan te vallen en zijn bevoorradingslijnen door te knippen. Mocht Ulysses S. Grant versterkingen sturen naar Buell, dan kon die opgevangen worden door twee kleine legers onder Sterling Price en Earl Van Dorn. Bragg zou het bevel overnemen op het moment dat zijn leger en die van Kirby Smith samengevoegd werden. Er van uitgaande dat Buells leger kon vernietigd worden, marcheerden Bragg en Smith het noorden van Kentucky binnen. Het Noordelijk leger zou vernietigd worden en de staat zou in Zuidelijke handen vallen.
Het plan was vol durf maar ook vol risico. Het vergde een goede coördinatie tussen de verschillende legers. Bragg had vrijwel onmiddellijk twijfels ondanks de druk van Davis om Kentucky in te nemen. Kirby Smith stapte snel af van het plan. Een raid onder zijn bevel zou hem meer glorie opleveren. Hij liet Bragg in de waan van zijn plan en vroeg twee extra brigades om zogezegd Cumberland Gap aan te vallen. Op 9 augustus liet Smith weten, dat het plan niet doorging en dat hij Cumberland Gap ongemoeid zou laten. Hij zou wel een klein garnizoen achterlaten, om de vijand bij de Gap te neutraliseren. Bragg kon onmogelijk Kirby Smith het plan doen volgen. Daarom focuste Bragg op Lexington, Kentucky. Hij waarschuwde Smith wel, dat zijn kleiner leger vernietigd kon worden door Buells leger voor hij eventueel versterkingen kon sturen.
Op 13 augustus marcheerde Kirby Smith in noordelijke richting vanuit Knoxville met 21.000 man. Op 27 augustus vertrok Bragg vanuit Chattanooga. Op die dag arriveerde Smith in Lexington. Deze veldtocht begon op hetzelfde moment als Robert E. Lees offensief in noordelijk Virginia en de operaties van Price en Van Dorn tegen Grant. Hoewel het niet centraal gecoördineerd werd, was dit het grootste gelijktijdige Zuidelijk offensief van de oorlog.
Ondertussen moest Buell noodgedwongen zijn opmars naar Chattanooga opgeven. Toen hij op de hoogte gebracht werd van de Zuidelijke bewegingen concentreerde hij zijn leger bij Nashville. Toen het nieuws hem bereikte dat zowel de legers van Bragg als van Smith in Kentucky waren, raakte Buell overtuigd van de noodzaak om zijn leger tussen de Zuidelijken en Louisville, Kentucky en Cincinnati, Ohio te positioneren. Op 7 september verliet Buell Nashville en rukte op naar Louisville. Hij wilde daar aankomen voor Bragg.
Onderweg werd Bragg opgehouden door de verovering van een Noordelijk station en depot bij Munfordville. Nu moest Bragg beslissen of hij zijn opmars naar Louisville en Buell zou verderzetten of dat hij contact zou zoeken met Smith die net Richmond en Lexington ingenomen had. Hij koos ervoor om aansluiting te zoeken met Smith. Dit gaf Buell te tijd om Louisville te bereiken en daar zijn leger te reorganiseren, te versterken en te bevoorraden. Buell stuurde brigadegeneraal Joshua W. Sill met 20.000 soldaten naar Frankfort, Kentucky om Kirby af te leiden en het samenvoegen van beide Zuidelijke legers te voorkomen. Ondertussen had Bragg zijn leger tijdelijk verlaten om Kirby Smith te ontmoeten. Ze woonden beiden op 4 oktober de inauguratie van de Zuidelijke gouverneur Richard Hawes bij. De ceremonie werd verstoord door kanongebulder van Sills divisie. Het bal voor die avond werd afgelast.

## Samenstelling van de legers

### De Noordelijken

Noordelijke bevelhebbers
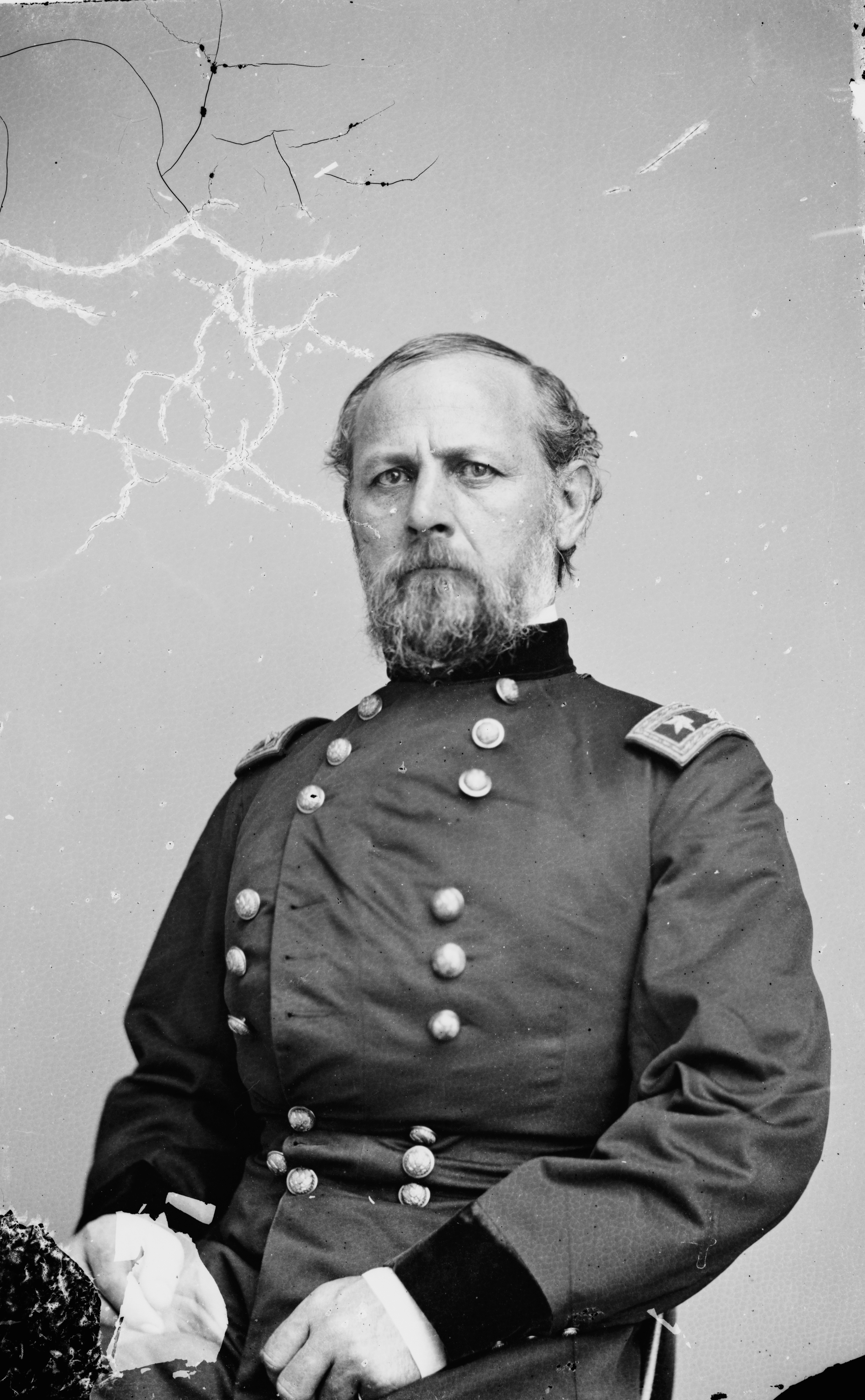
Generaal-majoor Don Carlos Buell
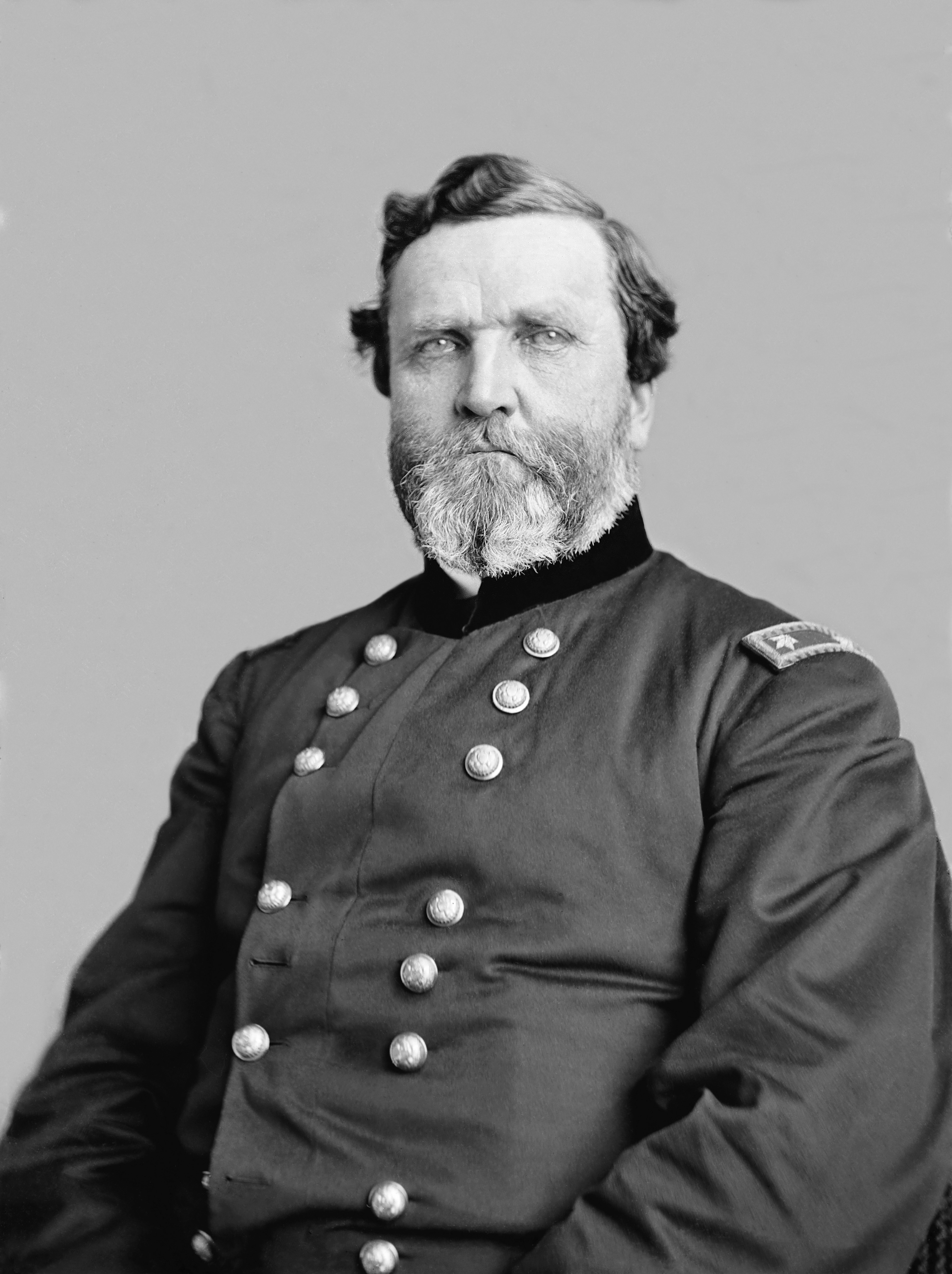
Maj. Gen. George H. Thomas, USA
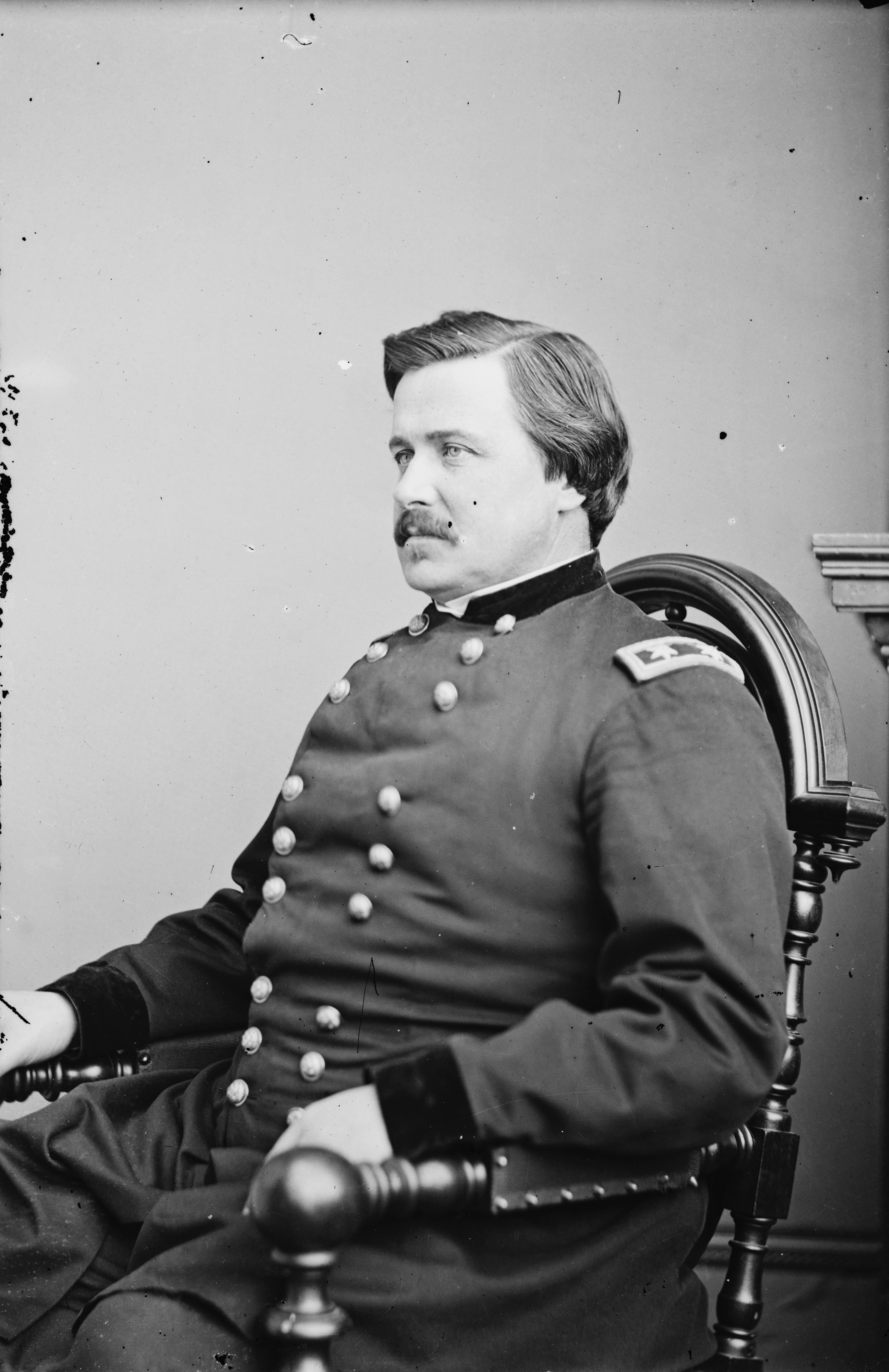
Generaal-majoor Alexander M. McCook
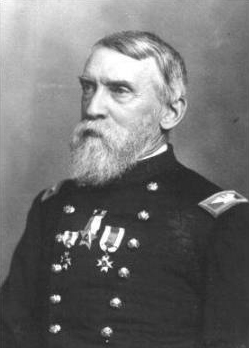
Generaal-majoor Charles C. Gilbert

Op 1 oktober verliet Buells Army of the Ohio Louisville met generaal-majoor George H. Thomas als tweede bevelhebber. De 55.000 soldaten die volgens Thomas voornamelijk rauwe rekruten waren rukten op tegen de veteranen van Bragg in Bardstown, Kentucky via drie verschillende wegen.
Het I Corps stond onder leiding van generaal-majoor Alexander McDowell McCook. Zijn 13.000 soldaten waren ingedeeld de 3de divisie van brigadegeneraal Lovell H. Rousseau en de 10de divisie van brigadegeneraal James S. Jackson. McCooks mannen namen de meest linkse van de drie wegen, namelijk Mackville Road.
Het II Corps stond onder leiding van generaal-majoor Thomas L. Crittenden en nam de meest rechtse weg, Lebanon Road, voor hun rekening. De 20.000 soldaten waren ingedeeld in de 4th divisie van brigadegeneraal William Sooy Smith, de 5de divisie van brigadegeneraal Horatio P. Van Cleve en de 6de divisie van brigadegeneraal Thomas J. Wood.
Het III Corps werd aangevoerd door generaal-majoor Charles Champion Gilbert. Hij marcheerde langs de centraal gelegen Springfield Pike. Enkele weken voordien was Gilbert nog kapitein. Hij werd gepromoveerd tot generaal-majoor en korpsbevelhebber na het overlijden van generaal-majoor William "Bull" Nelson. Gilberts 22.000 soldaten waren ingedeeld in de 1st divisie van brigadegeneraal Albin F. Schoepf, de 9de divisie onder brigadegeneraal Robert B. Mitchell en de 11de divisie van brigadegeneraal Philip H. Sheridan.

### De Zuidelijken

Key Confederate Commanders
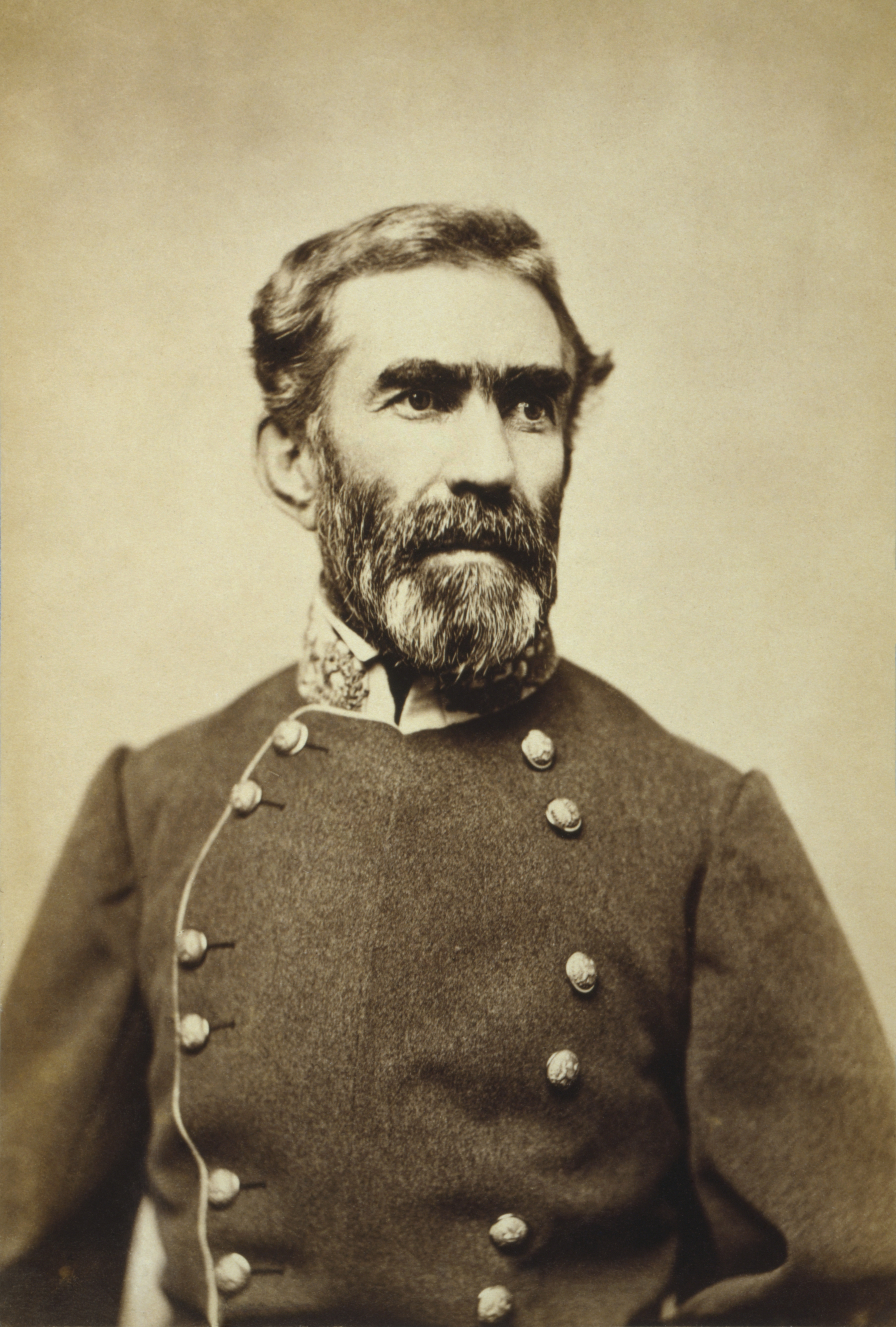
Generaal Braxton Bragg
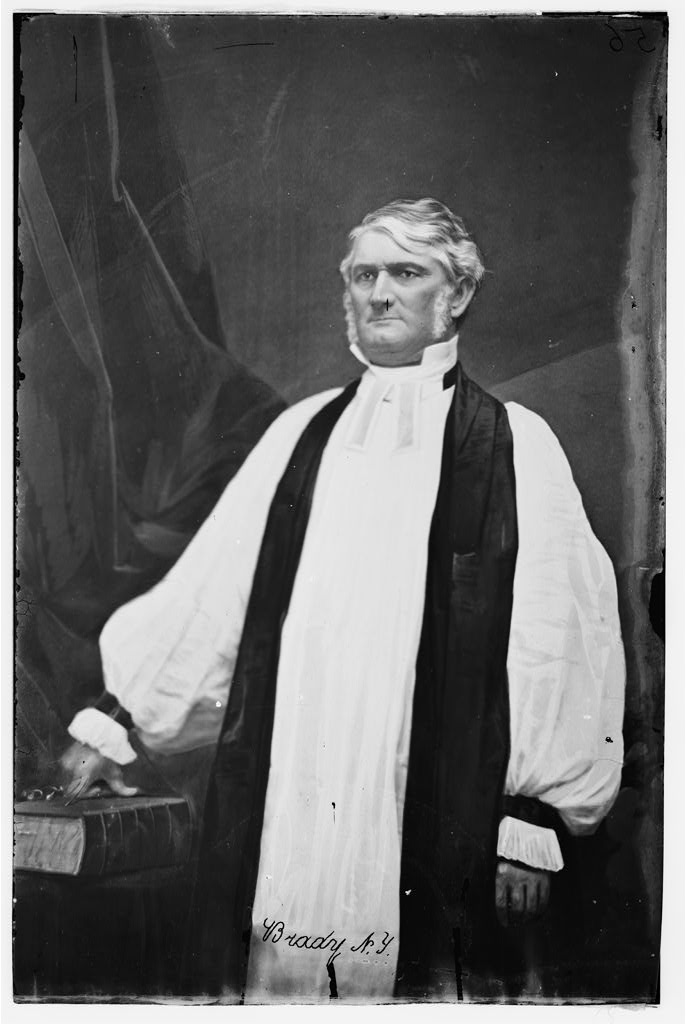
Generaal-majoor Leonidas Polk
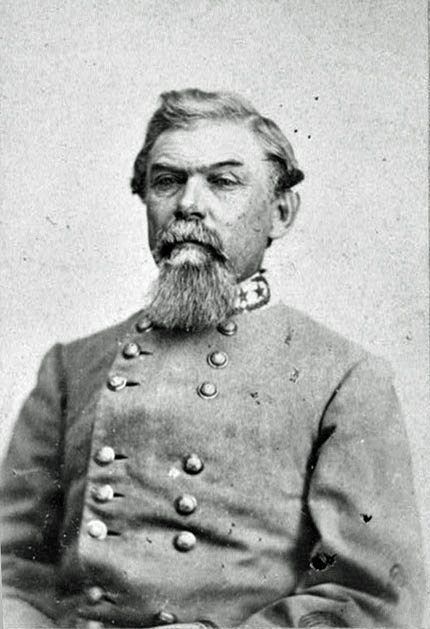
Generaal-majoor William J. Hardee

Bragg Army of Mississippi bestond uit 16.800 soldaten ingedeeld in twee vleugels. De rechtervleugel werd aangevoerd door generaal-majoor Leonidas Polk en bestond uit één divisie onder leiding van generaal-majoor Benjamin F. Cheatham. De linkervleugel stond onder leiding van generaal-majoor William J. Hardee en was ingedeeld in de divisies van brigadegeneraal J. Patton Anderson en generaal-majoor Simon B. Buckner.

## Aanloop naar de slag
Toen Bragg op 28 september naar Frankfort vertrok, kreeg Polk het tijdelijk bevel over het leger. Op 3 oktober trokken de Zuidelijken in oostelijke richting toen ze een groot contingent van Noordelijken zagen naderen. Hardees vleugel hield halt in Perryville en vroeg versterkingen aan Bragg. Hoewel Bragg eerst van plan was om zijn leger bij Versailles, Kentucky te concentreren, werd hij door de aanwezigheid van het Noordelijke III Corps gedwongen zich te concentreren rond Perryville en Harrodsburg.
Het was zowel een tactische als strategische keuze van Hardee om zich rond Perryville te concentreren. Het dorp met 300 inwoners beschikte over een wegenknooppunt dat in zes verschillende richtingen vertrok. Wat de strategische flexibiliteit van zijn troepen verhoogde. Deze stellingen beschermde ook de Zuidelijke depots bij Bryantsville en het dorp was dicht bij drinkbaar water gelegen. De regio werd geteisterd door droogte. De hitte en droogte waren funest voor soldaten en paarden. Daarom was toegang tot water in poelen ten westen van het dorp van groot belang voor het leger.
Op 7 oktober bereikte de voorhoede van Buell Perryville. De cavalerie vocht schermutselingen uit met Wheelers achterhoede.
Buell vernam uit rapporten dat de Zuidelijken hun infanterie opstelden bij Perryville. Hij liet het terrein verkennen en plande een aanval. De vijandelijke legermacht was zijn belangrijkste doel. Maar ook de toegang tot drinkbaar water was een extra motivering. Buell vaardigde orders uit aan alle korpsen om op te rukken vanaf 03.00 uur de volgende dag en de aanval te openen tegen 10.00 uur. Het I en II Corps liepen echter vertraging op door hun zoektocht naar water. Daarom besliste Buell om de aanval uit te stellen tot 9 oktober. Hij hoopte dan zijn leger opnieuw volledig verzameld te hebben. Buell was niet in staat om de opstelling van de korpsen te overzien. Na een val van zijn paard kon hij voorlopig niet meer rijden. Hij richtte zijn hoofdkwartier in Dorsey House op ongeveer 5 km ten westen van Perryville.
Hardee stelde zijn linie op ten noorden en westen van Perryville over de drie wegen die het dorpje inliepen. Tot de gevraagde versterkingen arriveerden, beschikte hij over slechts een viertal brigades van Buckners divisie. Brigadegeneraal Sterling A. M. Wood werd opgesteld ten noorden van het dorp. Brigadegeneraal Bushrod Johnsons brigade nam het centrum van de linie ten oosten van de rivier de Chaplin bij de Harrodsburg Pike voor zijn rekening. Brigadegeneraal St. John R. Liddells Arkansas Brigade werd opgesteld op de top van Bottom Hill. Het 7th Arkansas nam een voorwaartse positie in op Peters Hill. In de loop van de namiddag en avond van 7 oktober arriveerde de versterking. De eerste brigade van Patton Anderson kwam aan rond 15.00 uur gevolgd door de rest van Buckners divisie. Rond middernacht arriveerden de drie brigades van Cheathams divisie. Zijn vierde brigade onder brigadegeneraal Perston Smith marcheerde naar Harrodsburg.

## De slag

### Het begin van de slag

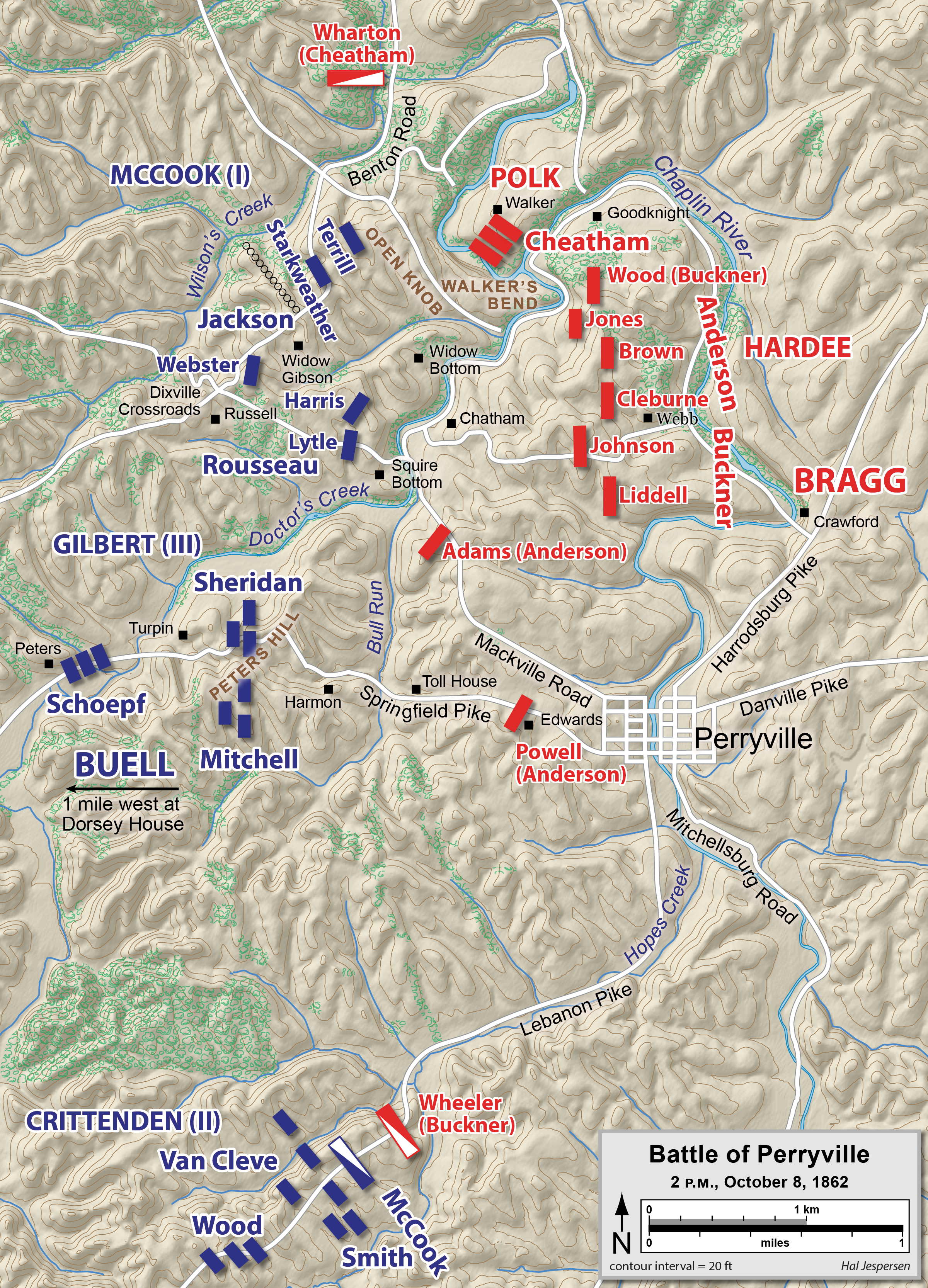
Stellingen van beide legers rond 14.00 uur op 8 oktober.

In de vroege morgen van 8 oktober werden de eerste schoten afgevuurd. Toen het 10th Regiment Indiana Infantry ontdekte dat het water van Doctor’s Creek drinkbaar was, spoedden ze zich ernaartoe om te drinken. Daar botsten ze op de voorposten van de 7th Arkansas. Een kleine schermutseling volgde. Rond 02.00 uur kreeg de net benoemde brigadegeneraal Philip Sheridan het bevel om Peters Hill te veroveren. Sheridan en de brigade van kolonel Daniel McCook veroverden de heuvel en dreven het Arkansasregiment terug naar de vijandelijke hoofdlinie. De dorstige soldaten van Sheridan zetten echter door over de creek. Liddels brigade kon deze druk niet aan. Buckner, Liddels commandant, mocht hem niet versterken op bevel van Polk. Polk wilde geen slag beginnen ten westen van de rivier de Chaplin omdat hij dacht tegenover een overmacht te staan. Aan de Noordelijke zijde beval een nerveuze Gilbert Sheridan om terug te keren naar Peters Hill.
De voorbije dagen was Braxton Bragg misleid door een schijnaanval van Sills tegen Frankfort. Bragg dacht dat deze de hoofdaanval van Buell was. Hij wilde dat Polk bij Perryville de, zo dacht Bragg, kleinere Noordelijke strijdmacht zou aanvallen en verslaan. Daarna moest Polk zo snel mogelijk Bragg komen versterken. Polk stuurde die ochtend een boodschap naar Bragg dat hij een felle aanval zou uitvoeren. Al snel zou hij toch een defensieve positie innemen. Omdat Bragg geen kanonschoten hoorde, reed hij persoonlijk naar Perryville om het bevel over te nemen. Hij arriveerde rond 10.00 uur en richtte zijn hoofdkwartier in bij Crawford House bij de Harrodsburg Pike.
Toen Bragg de slaglinie naderde was hij ontzet door de staat waarin het zich bevond. De linie vertoonde gaten en was niet verankerd op de flanken. Bragg had McCooks I Corps gezien ten noorden van Perryville. Toch was hij ervan overtuigd dat de grootste dreiging uit de richting van de Springfield Pike kwam, waar de schermutselingen hadden plaatsgevonden. (Bragg was niet op de hoogte van de aanwezigheid van Crittendens II Corps bij de Lebanon Pike.) Hij gaf de nodige bevelen om de slaglinie te herstellen in een noord-zuidoriëntatie en de aanval voor te bereiden in collonnes. Cheathams divisie marcheerde vanuit het dorp in noordelijke richting om de Noordelijke linkerflank aan te vallen. Dit was het begin van een grote draai naar links om zo de Noordelijke slaglinie op te rollen en te vernietigen. Daarna zouden twee brigades van Andersons divisie het centrum aanvallen ondersteund door Buckners divisie links van Anderson. Een andere brigade van Anderson onder kolonel Samuel Powell moest verder zuidelijk langs de Springfield Pike aanvallen. De opmars zorgde voor grote stofwolken. Hierdoor dachten de Noordelijken dat de vijand zich terug trok. De verrassing was des te groter toen de Zuidelijken voor de Noordelijke slaglinie verschenen.
In de loop van de namiddag op 8 oktober kwam het merendeel van Buells leger aan. McCooks I Corps stond opgesteld op de linkerflank tussen de Benton Road en de Mackville Road. Gilberts III Corps nam het centrum voor zijn rekening. Crittendens II Corps stond op de rechterflank opgesteld langs de Lebanon Pike. De grootste druk zou op McCooks I Corps komen te liggen. Door een akoestisch fenomeen hoorde Buell vanuit zijn hoofdkwartier maar weinig van de slag. Hij zou pas laat op de dag reserves sturen toen hij vernam hoe het gesteld was met de gevechten.

### De Zuidelijke rechterflank valt aan

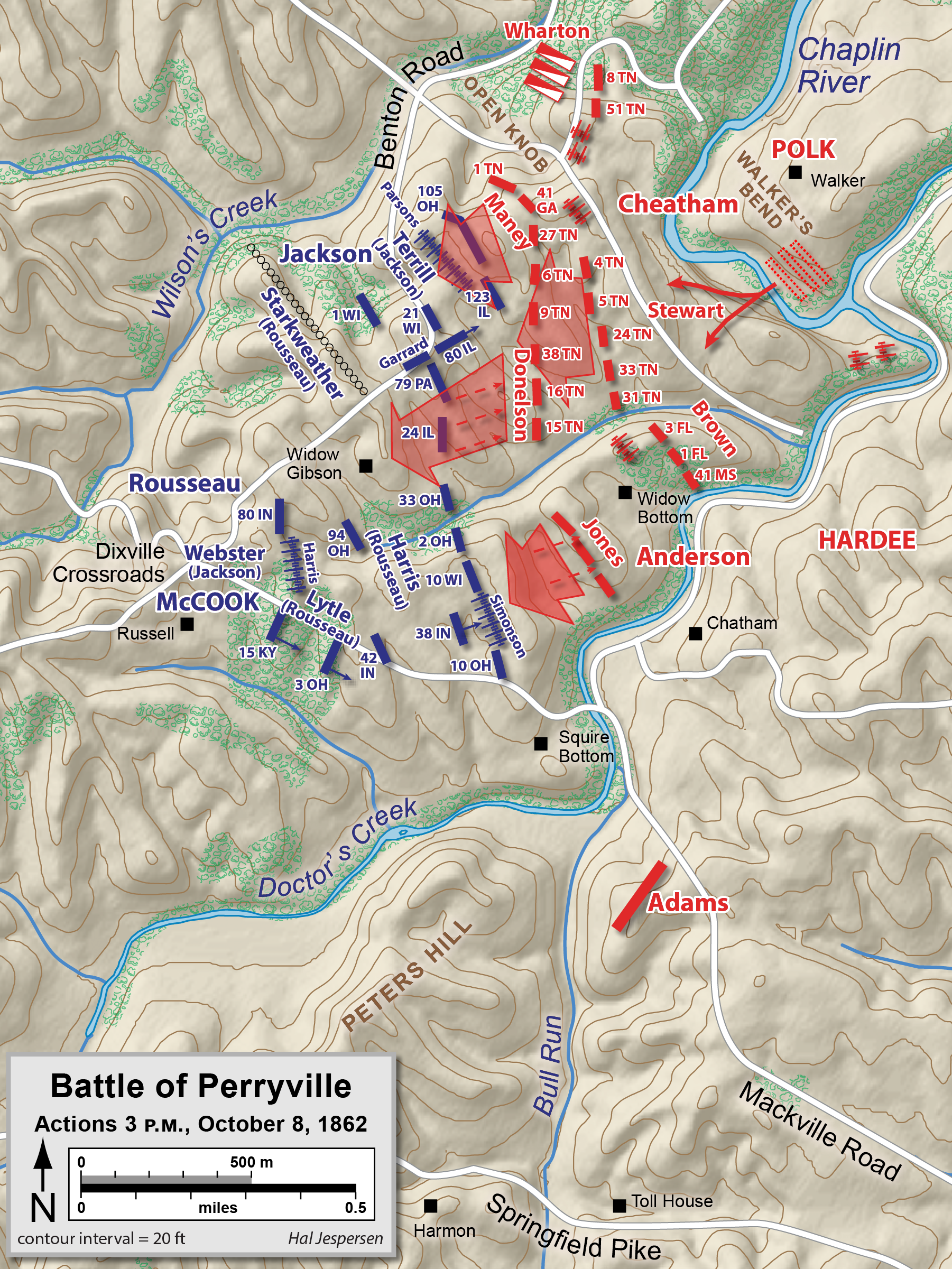
De aanvallen door Donelson, Maney, Stewart, en Jones rond 15.00 uur

Op 12.30 uur begon Cheathams artillerie met een bombardement. De infanterie werd niet onmiddellijk naar voren gestuurd. De Noordelijke linie werd verder uitgebreid naar het noorden, voorbij de plaats waar de Zuidelijken zouden aanvallen. Bragg verplaatste Cheathams divisie naar Walker’s Bend zodat hij de uitgebreide vijandelijke linie zou kunnen flankeren. De Zuidelijke verkenners hadden zich te vroeg teruggetrokken en niet gezien dat de Noordelijken een batterij en William R. Terrills een brigade op Open Knob opgesteld hadden. Dit was een prominente heuvel aan de noordzijde van het slagveld.

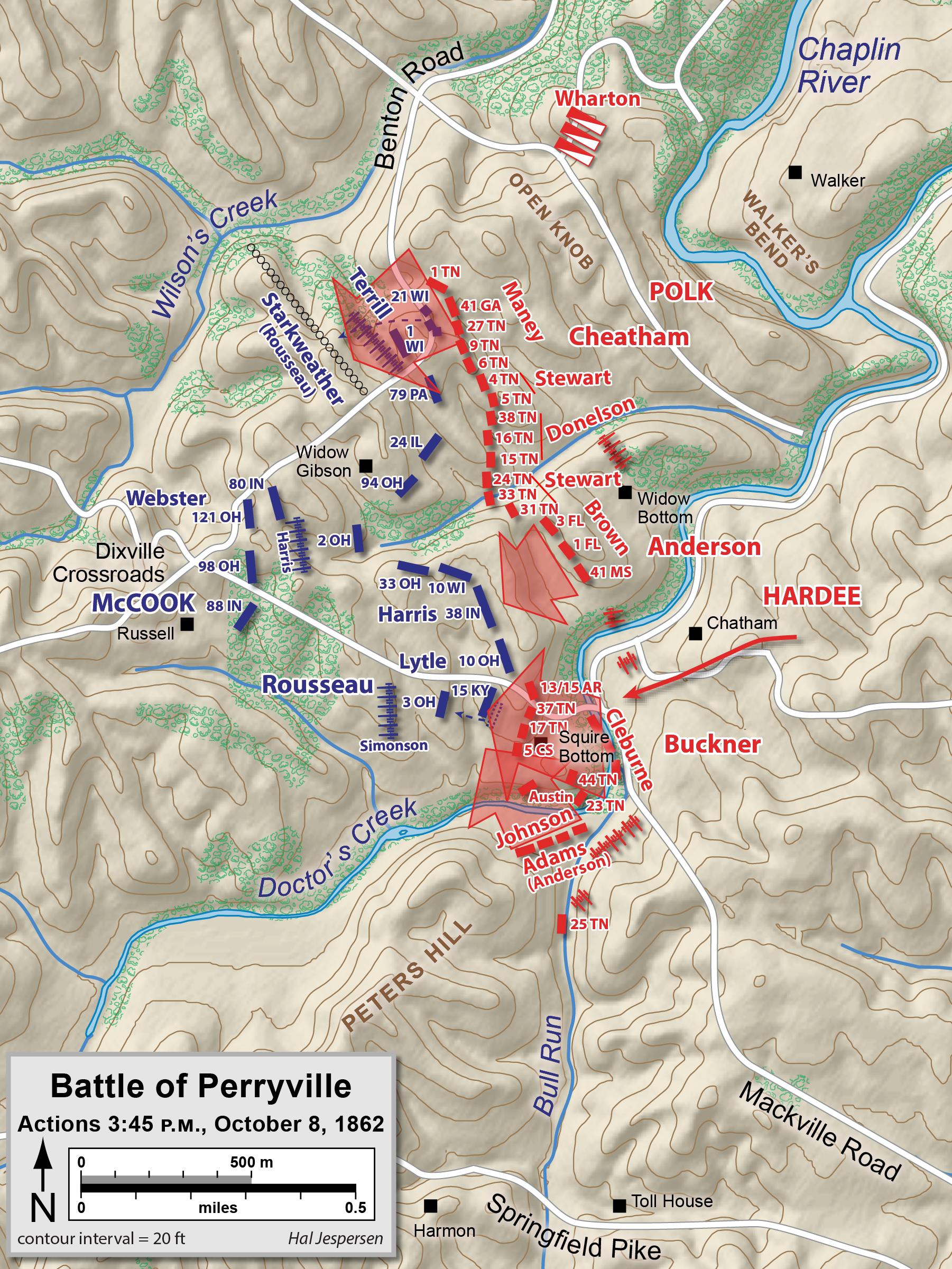
De aanvallen door Donelson, Maney, Stewart, en Jones rond 15.45 uur

De brigade van Daniel S. Donelson beet de spits af. Om 14.00 uur staken ze als eerste de Chaplin over waarna ze de hellingen op de andere oever beklommen. Twee regimenten waren gedetacheerd zodat er maar drie meer overbleven om de aanval in te zetten. Cheatham moedigde zijn soldaten aan en riep "Stuur ze naar de hel, jongens!" Een legende wil dat generaal Polk, die in de buurt was en die bisschop was, de aanmoediging herhaalde met de woorden:"Laat ze het maar voelen, geef ze wat generaal Cheatham gezegd heeft!" De brigade verwachtte dat ze de vijandelijke open flank zouden aanvallen. In plaats daarvan vielen ze de Noordelijke linie frontaal aan. De 16th Tennessee Infantry (onder kolonel John H. Savage) stormde naar voren om de Noordelijke batterij te veroveren. Tijdens de aanval kwamen ze eveneens onder vuur te liggen van de 33rd Ohio Infantry en de batterij op Open Knob tweehonderd meter verder. Cheatham stuurde brigadegeneraal George E. Many naar voren om de Noordelijken op Open Knob aan te vallen. De druk was echter te groot. Beide brigades moesten zich rond 14.30 uur met zware verliezen terugtrekken.
De acht kanonnen van Parson op Open Knob werden bemand door onervaren soldaten uit de 105th Ohio Infantry. Terrills 33rd Brigade moest deze batterij beschermen. Ondertussen was een Zuidelijke brigade erin geslaagd om de kanonnen ongezien te naderen via een klein bos terwijl Donelsons aanval in volle hevigheid woedde. De kanonnen werden na het verjagen van Donelson op de andere vijandelijke brigade gericht. Brigadegeneraal Jackson sneuvelde en Terrill nam zijn plaats in. Geobsedeerd door de veiligheid van zijn artillerie liet hij de 123rd Illinois een bajonetaanval uitvoeren. De 770 onervaren Noordelijken leden zware verliezen tegen de 1.800 Zuidelijke veteranen. Toen er versterkingen kwamen in de vorm van de 80th Illinois onder leiding van kolonel Theophilus T. Garrard ontstond er tijdelijk een patstelling. Maney’s artillerie beschoot de onervaren verdedigers waarna de Zuidelijke infanterie de helling opstormde en de kanonnen veroverde.
Maney’s aanval ging verder in westelijke richting de helling van Open Knob af, door een korenveld, over de Benton Road naar een steile helling toe. Deze helling werd verdedigd door 2.200 soldaten van de 28th brigade van kolonel John C. Starkweather (Rousseaus divisie) en twaalf kanonnen. Deze batterij hield Open Knob onder vuur en maakte dit voor de Zuidelijken een onhoudbare positie. Toen Maney Parsons kanonnen aanviel had Starkweather de onervaren 21st Wisconsin in het korenveld opgesteld. Veel van deze soldaten hadden nog nooit een wapen afgevuurd. Het regiment was pas een maand oud. Het zicht door het korenveld was vrijwel nihil. Ze werden verrast door de terugtrekkende brigade van Terrill. Om de zaken nog erger te maken riep Terrill dat er veel Zuidelijken op komst waren. Terrill liet opnieuw een bajonetaanval uitvoeren. Ze werden snel verslagen door de oprukkende Zuidelijken. Terwijl de infanterie niet schoot om hun terugtrekkende kameraden niet te raken, veroorzaakte Starkweathers artillerie vele slachtoffers onder zijn eigen soldaten. De 21st opende het vuur op de Zuidelijke linie. Ze antwoorden met een salvo van 1.400 soldaten. De Noordelijken werden gedecimeerd en trokken zich halsoverkop terug naar Benton Road.
Om het gat te vullen in de Zuidelijke slaglinie waar Donelsons brigade had gestaan, stelde Cheatham de Tennessee brigade op van brigadegeneraal Alexander P. Stewart. De brigade sloot aan bij de aanval van Maney tegen Starkweather. De 1ste Tennessee viel de noordelijke zijde van de heuvel aan terwijl de rest van de brigade een frontale aanval uitvoerde. Starkweathers stellingen waren sterk. De eerste Zuidelijke aanval werd afgeslagen. Ze hergroepeerden zich en vielen opnieuw aan. Na zware man-tegen-mangevechten werden de Noordelijken verdreven. Ondertussen was brigadegeneraal Terrill opnieuw verschenen. Hij werd dodelijk getroffen door een granaatscherf en stierf rond 02.00 uur de volgende dag. Kolonel Albert S. Hall nam nu het bevel over van Terrills brigade en de 10th Division. Starkweather slaagde erin om zes van zijn twaalf kanonnen te heroveren en verplaatste ze naar de volgende heuvelrug.

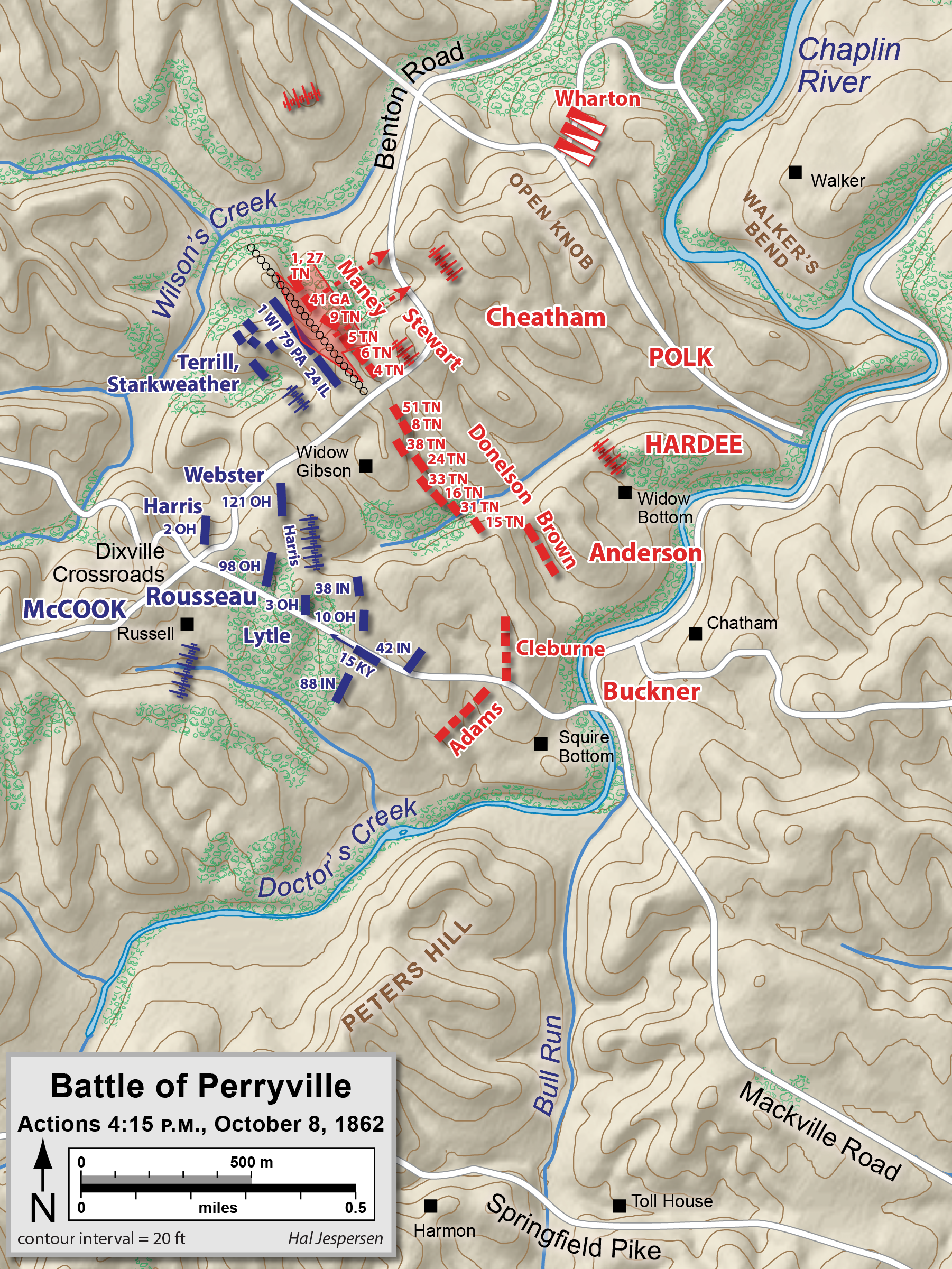
Situatie rond 16.15 uur.

Opnieuw hadden de Noordelijken een sterke defensieve positie met artillerie-ondersteuning en de dekking van een stenen muur. Maneys en Stuarts soldaten vielen driemaal vruchteloos aan. Rond 17.30 uur trokken ze zich terug naar Open Knob. De charges van Maney waren de belangrijkste en meest kritieke wapenfeiten van de slag.

### Aanval vanuit het Zuidelijke centrum
De opmars van Andersons divisie in het centrum was nog in volle gang. Rond 14.25 uur (hetzelfde tijdstip als Maneys eerste aanval) viel de brigade van kolonel Thomas M. Jones aan over een vallei gedomineerd door een grote depressie in de grond. Jones had geen orders ontvangen van Anderson of Hardee. Toen Jones de geweerschoten hoorde, rukte hij op eigen initiatief op. Terwijl zijn mannen de vallei betraden werden ze onder vuur genomen door geweren en kanonnen van de Noordelijke 9de brigade (Rousseaus divisie) onder leiding van kolonel Leonard A. Harris. Zuidelijke artillerie beantwoordde het vuur zonder effect. Om 15.30 uur marcheerde de brigade van John C. Brown naar voren om de terugtrekkende soldaten van Jones te vervangen. De Noordelijke artillerie moest zich terugtrekken wegens gebrek aan munitie. Browns mannen werd hetzelfde lot van Jones bespaard. Niettemin boekten ze weinig vooruitgang tegen de vijandelijke infanterie totdat de druk op de Noordelijke linie te groot werd na Zuidelijke successen op de Noordelijke rechterflank.

### De Zuidelijke linkerflank valt aan
Bijna het volledige I Corps van McCook stond bij het begin van de slag opgesteld op het land van Henry P. Bottom. De rechterflank van het korps kolonel William Haines Lytles 17th brigade stond opgesteld op de heuvelrug waar Bottom's huis stond. Deze locatie bood uitzicht over een bocht in de Chaplin en een boerderij van R. F. Chatham op de tegenoverliggende heuvel. De Zuidelijke aanval in deze sector van het slagveld begon toen de brigade van Bushrod R. Johnson rond 14.25 uur de heuvelrug van Chathams boerderij afdaalde en de tegenoverliggende Noordelijke positie aanval. Deze werd bemand door de 3rd Ohio Infantry van kolonel John Beatty. De aanval werd slecht uitgevoerd. Bevelen van Buckner werd niet door iedereen ontvangen waardoor Zuidelijke artillerie hun eigen infanterie verliezen toebracht voor ze de aanval openden. Toen de Zuidelijke aanval de tegenoverliggende helling bereikte, werd er gevochten van stenen muur naar stenen muur. De Zuidelijke artillerie beschoot de 3rd Ohio en vernietigde de schuur van de boerderij van Bottom. Verschillende Noordelijke gewonden hadden toevlucht gezocht in die schuur en werden levend verbrand.
De 3rd Ohio trok zich terug en werd vervangen door de 15th Kentucky. Toen Johnsons eenheid steeds minder munitie had, verscheen de brigade van Patrick R. Cleburne op het slagveld rond 15.40 uur. Cleburnes paard werd gedood door de vijandelijke artillerie. Hierbij raakte Cleburne gewond aan zijn enkel. Toch bleef hij zijn mannen aansporen. Ze werden beschoten door hun eigen artillerie. (Cleburne dacht dat dit te maken had met het blauwe uniform van zijn soldaten.) Op zijn linkerflank werd Cleburne ondersteund door de brigade van Daniel W. Adams. Ondertussen was de 15th Kentucky versterkt met drie compagnien van de 3rd Ohio. De Noordelijken trokken zich terug richting Russell House, McCooks hoofdkwartier. Lytle raakte gewond in zijn hoofd toen hij zijn soldaten wilde hergroeperen. Hij werd voor dood achtergelaten en gevangengenomen.
Terwijl Lytles brigade terug gedrongen werd, stond de linkerflank van Phil Sheridans divisie enkele honderden meter verder op Peters Hill. Een van de grote vragen is waarom Sheridan zich op dit moment in de slag afzijdig hield. Hij had het bevel gekregen van Gilbert om geen initiatief te nemen. Rond 14.00 uur bereikten de geluiden van de gevechten het hoofdkwartier van Buell die de lunch gebruikte met Gilbert. Ze gingen ervan uit dat de Noordelijke artillerie aan het oefenen was en stuurden een bericht naar Sheridan om op te houden en geen buskruit ver verkwisten. Sheridan liet zijn batterijen vuren op de vijand. Toen Gilbert uiteindelijk arriveerde, vreesde hij dat Sheridan zou aangevallen worden. Sheridans eenheid werd teruggestuurd naar de verdedigingswerken.

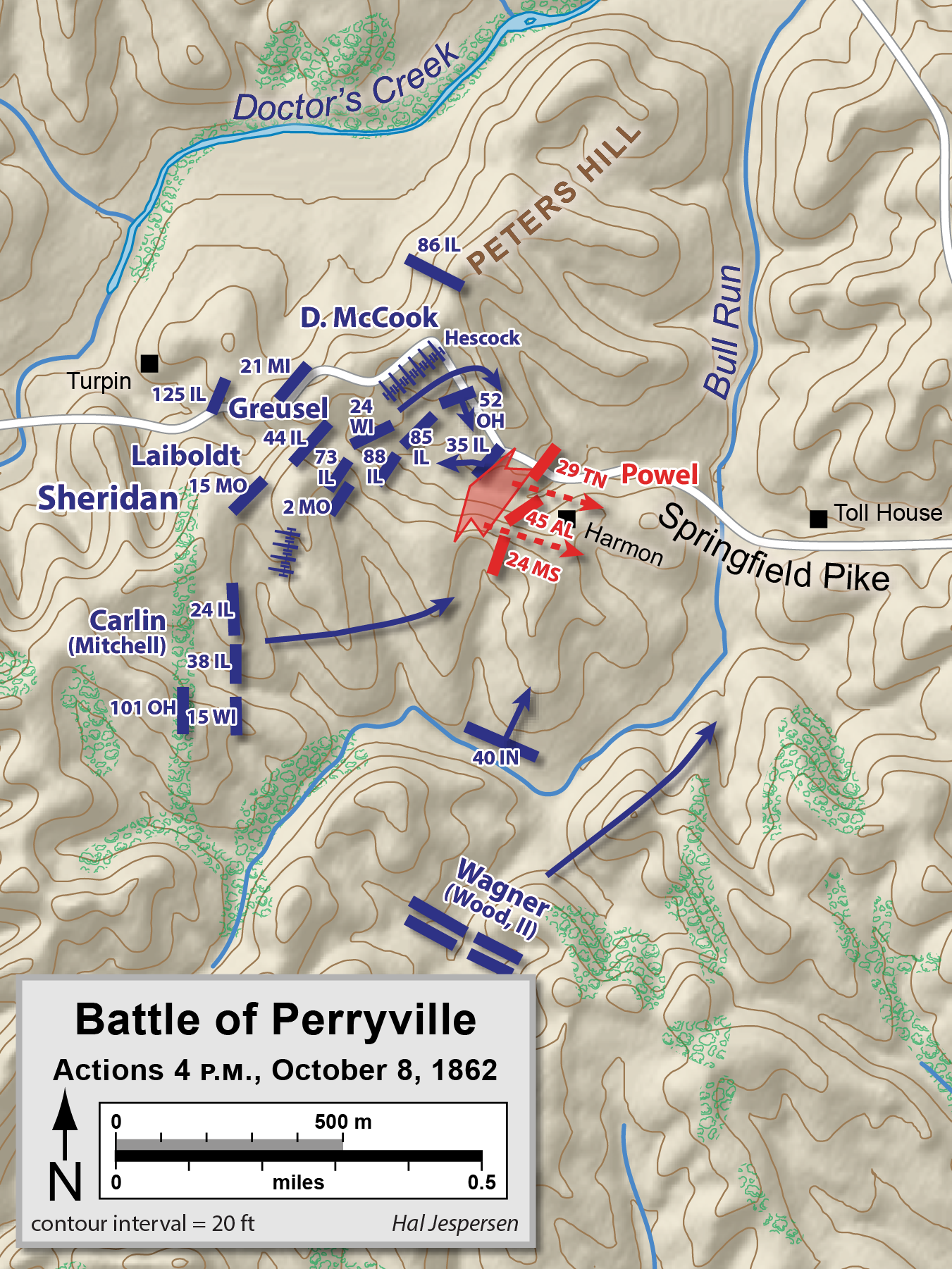
Powells aanval op Sheridan (rond 16.00 uur).

Naar het einde van de slag zou Sheridans divisie toch nog deelnemen. De Zuidelijke brigade van kolonel Samuel Powell (Andersons divisie) kreeg het bevel om aan te vallen samen met Adams brigade op Cleburnes linkerflank. De twee brigades waren echter ver van elkaar verwijderd. Powells brigade stond op Edwards House Hill ten westen van Perryville. Rond 16.00 uur kreeg Powell orders van Bragg om in westelijke richting op te rukken naar Springfield Pike om de vijandelijke batterij van kapitein Henry Hescock het zwijgen op te leggen. Bragg veronderstelde dat dit een geïsoleerde batterij was en niet het volledige III Corps. Drie regimenten van Powells brigade botsten op Sheridans divisie. Hoewel Sheridan schrok van de stoutmoedige Zuidelijke aanval en om versterkingen vroeg, werd de aanval snel afgeslagen.
Sheridan, die later als een agressieve leider bekend zou staan, aarzelde om de kleinere vijandelijke eenheid te achtervolgen. Hij weigerde eveneens het verzoek van McCook om het korps ten noorden van zijn positie bij te staan. Zijn eigen vraag om versterkingen werd verhoord toen de 31st brigade van kolonel William P. Carlin (Mitchells divisie) de rechterflank van Sheridan versterkte. Carlins soldaten achtervolgde wel Powells brigade tot voor Perryville. Toen ze de westelijke grens van het dorp bereikten ontstond er een artillerieduel. Carlin zette de aanval verder en werd ondersteund door de 21st brigade van kolonel George B. Wagner (Woods divisie, II Corps). Ze stonden op het punt om Perryville te veroveren en het bijhorende kruispunt dat van cruciaal belang was voor Braggs communicatielijn. Een bevel van Gilbert hield de aanval tegen ondanks Mitchells furieuze protesten.

### Dixville Crossroads

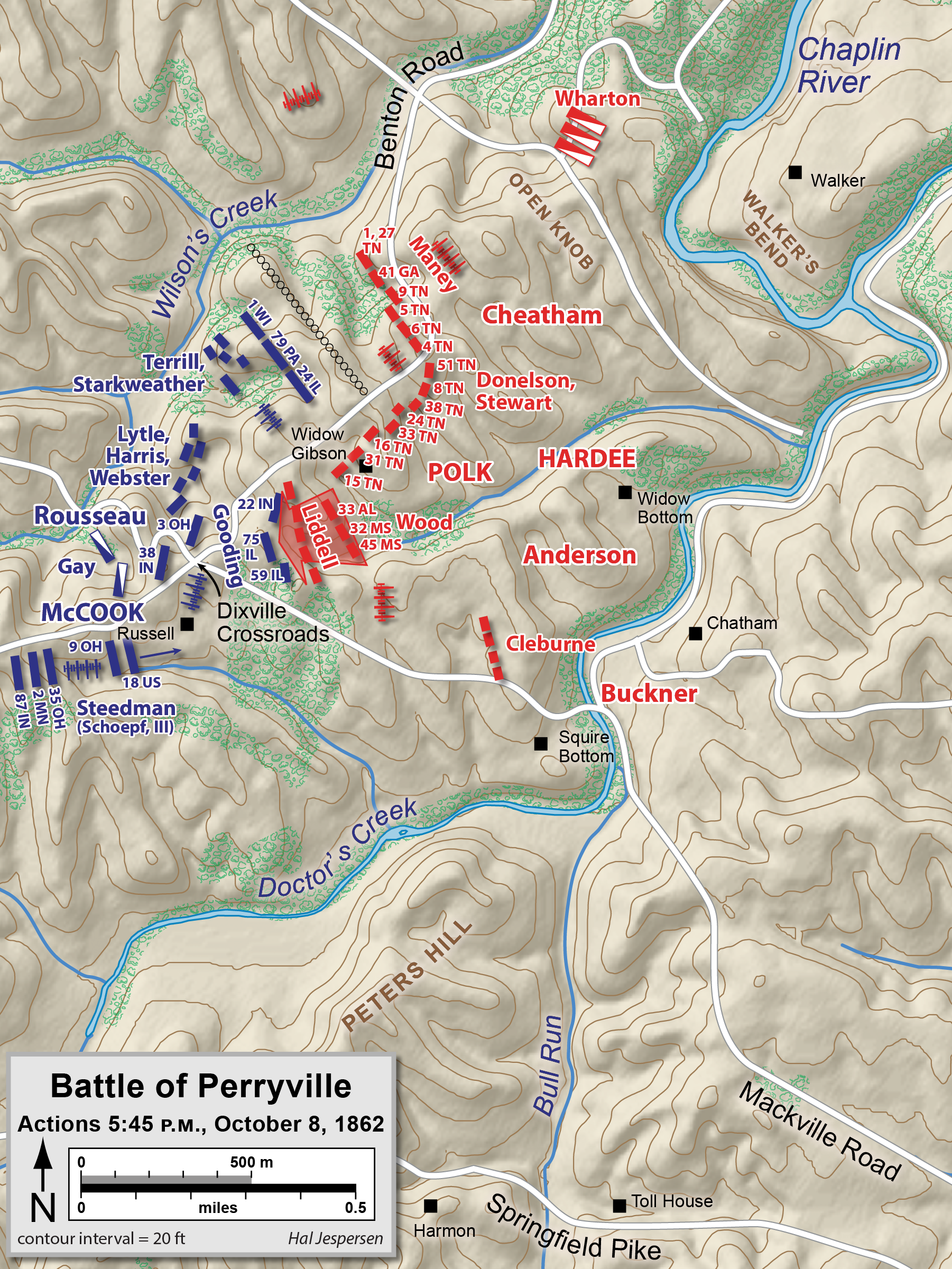
Verdediging van de Dixville Crossroads (rond 17.45 uur).

Braggs aanval was in essentie een tangbeweging rond McCooks korps. Dit korps werd samengedrukt rond de Dixville Crossroads waar de Benton Road de Mackville Road kruiste. Mochten de Zuidelijken dit kruispunt kunnen veroveren dan zou Bragg de rechterflank van McCook kunnen flankeren en zo isoleren van de rest van Buells leger. De zuidelijke klauw vertrok te traag uit zijn startblokken bij Russell House. De brigades van Harris en Lytle voerden een succesvolle verdediging tot de aanval van Cleburne en Adam stil viel. De noordelijke klauw werd gestopt door Starkweathers verdediging. De volgende aanvallen werden uitgevoerd door twee brigades van Buckners divisie, namelijk die van St. John R. Liddell en Sterling A. M. Wood.
Het oorspronkelijke doel van de aanval was kolonel George Websters 34th Brigade van Jackons divisie. Webster werd dodelijk getroffen. De laatste officier van de 10th Division werd gedood. Websters infanterie en de batterij van kapitein Harris schoten Woods aanval in stukken. Woods soldaten trokken zich terug en hergroepeerden aan de voet van de heuvel voor een nieuwe aanval. Harris’ batterij raakte door zijn munitie en moest terugtrekken. De hernieuwde zuidelijke aanval duwde Websters soldaten terug naar het kruispunt. Kolonel Michael Goodings 13th brigade (Mitchells divisie) kwam Websters mannen te hulp en sloeg de Zuidelijke aanval af. Woods brigade werd afgelost door die van Liddell.
De aankomst van versterkingen was het resultaat van McCooks pogingen om zijn korps te redden. Om 14.30 uur stuurde McCook een boodschapper naar Sheridan op Peeters Hill met de vraag om de rechterflank van het I Corps te versterken. McCook stuurde om 15.00 uur een andere boodschapper met dezelfde boodschap naar een eenheid van het III Corps. De boodschapper ontmoette brigadegeneraal Albin F. Schoepf van de 1ste divisie van het III Corps. Schoepf verwees de officier door naar Gilbert die in Buells hoofdkwartier verbleef en goede 3 km verderop. De komst van McCooks boodschapper rond 16.00 uur verraste Buell. Buell had weinig van de slag gehoord en kon bijna niet geloven dat de Zuidelijken een grote aanval uitvoerden op zijn stellingen. Desondanks stuurde Buell twee brigades van Schoepfs divisie om het I Corps te ondersteunen. Dit gebaar toonde Buells twijfel over de ontvangen rapporten.
Liddels soldaten vuurden op een onbekende eenheid op minder dan 100 meter ten oosten van het kruispunt. Ze hoorden geroep dat ze op eigen soldaten schoten. Leonidas Polk reed naar de plaats om te zien of het wel Zuidelijken waren. Polk ontdekte dat hij per ongeluk naar de linie van de 22nd Indiana gereden was en kon ontsnappen door langs de linie te rijden en zich voor te doen als een Noordelijke officier. Hij riep naar de soldaten dat ze het vuren moesten staken. Toen hij ontsnapt was, riep hij naar Liddel dat ze het vuur moesten openen. De 22nd Indiana verloor 65% van zijn effectief. Hoewel Liddel de achtervolging wilde inzetten, hield Polk hem tegen. De Noordelijken verstevigden hun linie door het verdelen van voorraden en uitrusting. McCooks divisie had zwaar geleden maar was niet vernietigd.

## Gevolgen
De Noordelijken verloren 4.276 slachtoffers (894 doden, 2.911 gewonden en 471 vermisten of gevangen). De Zuidelijken hadden een totaal van 3.401 slachtoffers waarvan 532 doden, 2.641 gewonden en 228 gevangen of vermist.
Braxton Bragg behaalde een tactische overwinning. Hij had met zijn agressieve aanval de vijand meer dan 1,5 km terug gedrongen. De strategische situatie werd hem pas duidelijk toen hij vernam dat het III Corps op de Springfield Pike stond en dat het II Corps naar de Lebanon Pike was opgerukt. Om 21.00 uur belegde hij een vergadering met zijn officieren in Crawford House en gaf hun orders om zich tijdens de nacht terug te trekken. Toen het leger naar Harrodsburg terug trok, moesten ze 900 gewonden achterlaten.
Bragg sloot zich aan bij het leger van Smith in Harrodsburg. Nu beide legers ongeveer even groot waren, vonden er geregeld schermutselingen plaats. Bragg realiseerde zich dat hij geen nieuwe rekruten ontving vanuit Kentucky. Hij had ook een gebrek aan voorraden. Daarom marcheerde hij in zuidoostelijke richting naar Knoxville, Tennessee via de Cumberland Gap. Hij moest voor Jefferson Davis verschijnen om zich te verantwoorden voor de beschuldigingen die zijn officieren tegen hem geuit hadden. Hij zou de veldtocht slecht geleid hebben. Davis besliste om Bragg in zijn commando te bevestigen. Braggs relatie met zijn officieren was wel verzuurd. Toen hij opnieuw bij zijn leger was, marcheerden ze naar Murfreesboro in Tennessee.
Buell keerde terug naar Nashville, Tennessee na een poging tot het achtervolgen van Bragg. Ontevredenheid over Buell resulteerde in een reorganisatie van de westelijke departementen. Op 24 oktober werd het Departement of the Cumberland opgericht onder leiding van generaal-majoor William S. Rosecrans. Buells leger maakte nu deel uit van dit departement als het XIV Corps. (Na de nederlaag van Bragg in december in de Slag bij Stones River kreeg het de meer vertrouwde naam Army of the Cumberland.) Buell moest voor een onderzoekscommissie verschijnen. Hij kreeg het volgende 1,5 jaar geen nieuwe taak. Zijn carrière was gedaan en hij vertrok uit het leger in mei 1864.
Na de slag bij Perryville behielden de Noordelijken de controle over Kentucky voor de rest van de oorlog. Volgens historici is deze slag een van de keerpunten uit de oorlog. Samen met de Slag bij Antietam verhinderden de Noordelijken een Zuidelijke invasie.